# Selección de baloncesto en silla de ruedas de China Taipéi
La Selección de baloncesto en silla de ruedas de China Taipéi es el equipo de baloncesto en silla de ruedas formado por jugadores de nacionalidad taiwanesa en las competiciones internacionales masculinas como parte de la Federación Internacional de Baloncesto en Silla de Ruedas. En el Campeonato Asia-Oceanía de 2011 terminaron en cuarto lugar.

## Participaciones

### Juegos Paralímpicos
| Año  | Sede             | Pos.         |
| ---- | ---------------- | ------------ |
| 1960 | Roma             | No clasificó |
| 1964 | Tokio            | No clasificó |
| 1968 | Tel Aviv         | No clasificó |
| 1972 | Heidelberg       | No clasificó |
| 1976 | Toronto          | No clasificó |
| 1980 | Arnhem           | No clasificó |
| 1984 | Stoke Mandeville | No clasificó |
| 1988 | Seúl             | No clasificó |
| 1992 | Barcelona        | No clasificó |
| 1996 | Atlanta          | No clasificó |
| 2000 | Sídney           | No clasificó |
| 2004 | Atenas           | No clasificó |
| 2008 | Pekín            | No clasificó |
| 2012 | Londres          | No clasificó |
| 2016 | Río de Janeiro   | No clasificó |

### Campeonato Mundial de Baloncesto en Silla de Ruedas
| Año  | Sede       | Pos.         |
| ---- | ---------- | ------------ |
| 1973 | Brujas     | No clasificó |
| 1975 | Brujas     | No clasificó |
| 1979 | Tampa      | No clasificó |
| 1983 | Halifax    | No clasificó |
| 1986 | Melbourne  | No clasificó |
| 1990 | Brujas     | No clasificó |
| 1994 | Edmonton   | No clasificó |
| 1998 | Sídney     | No clasificó |
| 2002 | Kitakyushu | No clasificó |
| 2006 | Ámsterdam  | No clasificó |
| 2010 | Birmingham | No clasificó |
| 2014 | Icheon     | No clasificó |
| 2018 | Hamburgo   | No clasificó |

- Datos: Q15259496

1. ↑  «Australia’s Wheelchair Basketball Teams Qualify for London 2012». International Paralympic Committee (en inglés). Consultado el 9 de marzo de 2021.